# Cylindrogloeum arcticum
Cylindrogloeum arcticum är en svampart som beskrevs av Petr. 1941. Cylindrogloeum arcticum ingår i släktet Cylindrogloeum, divisionen sporsäcksvampar och riket svampar.   Inga underarter finns listade i Catalogue of Life.